# Spilimbergo
Spilimbergo é uma comuna italiana da região do Friuli-Venezia Giulia, província de Pordenone, com cerca de 11.080 habitantes. Estende-se por uma área de 72 km², tendo uma densidade populacional de 154 hab/km². Faz fronteira com Arba, Dignano (UD), Flaibano (UD), Pinzano al Tagliamento, San Daniele del Friuli (UD), San Giorgio della Richinvelda, Sequals, Vivaro.

## Demografia
| Variação demográfica do município entre 1861 e 2011                               |
|                                                                                   |
| Fonte: Istituto Nazionale di Statistica (ISTAT) - Elaboração gráfica da Wikipedia |